# Bassaniodes fienae
Bassaniodes fienae is een spinnensoort uit de familie van de krabspinnen (Thomisidae).
De wetenschappelijke naam van de soort werd in 1993 als Coriarachne fienae gepubliceerd door Rudy Jocqué.